# Det krøllede håb
Det krøllede håb er et album fra den danske rockgruppe Magtens Korridorer. Det krøllede håb blev udgivet i 2007 og sangen "Pandora" var det første single fra albummet, der blev sendt ud til radio- og tv-stationer. Der var meget at leve op til siden det sidste album Friværdi, som var albummet, der virkeligt fik sat Magtens Korridorer fast som et stort band i Danmark.

## Spor
1. "Pandora"
2. "Dæmoner"
3. "I øvrigt så mener jeg"
4. "Snot og ild"
5. "Drømmer"
6. "A er på druk"
7. "Tro på det"
8. "Terkels punksang"
9. "Ring af ild"
10. "Dine øjne"
11. "Fredag"
12. "Skt. Petri torv"